# Código moral masónico
El origen del Código moral masónico se remonta al año 1717, cuando se produjo la primera reorganización de logias masónicas de que se tiene noticia, creándose en aquel momento la Gran Logia de Londres y de Westminster que, con el paso de los años, conformaría la Gran Logia Unida de Inglaterra.[cita requerida]
Este Código moral se aprobó definitivamente durante el Congreso de Lausana (Suiza), desarrollado entre el 6 y el 22 de septiembre de 1875. Para la elaboración de los trabajos, además de la propia Suiza, se comprometieron los cuerpos masónicos de Gales (Inglaterra), Bélgica, Escocia, Francia, Italia, Perú, Portugal, Grecia, Hungría y Cuba.[cita requerida]
Sin embargo, Grecia y Escocia se retiraron antes de tiempo, y el documento final fue firmado por los nueve Supremos Consejos que habían permanecido representados.[cita requerida]

## Las normas y leyes
Con más o menos variantes, las normas del Código moral masónico son las siguientes:
- Adora al Gran Arquitecto del Universo.
- Ama a tu prójimo.
- Haz el bien, y deja hablar a los hombres.
- El verdadero culto a Dios consiste en las buenas costumbres.
- Haz el bien, por el amor al bien mismo.
- Conserva tu alma pura; que pueda presentarse a toda hora, delante de Dios, libre de todo reproche.
- Ama a los buenos, compadece a los débiles, huye de los malvados, mas no odies a nadie.
- Háblales respetuosamente a los grandes, prudentemente a tus iguales, sinceramente a tus amigos y con ternura a los pobres.
- No adules jamás a tu hermano, porque es una traición; y, si tu hermano te adula, desconfía que te corrompa.
- Escucha siempre la voz de tu conciencia.
- Sé el padre de los pobres. Cada suspiro que tu dureza les arranque será una maldición que caerá sobre tu cabeza.
- Respeta al extranjero y al viajero, porque su posición les hace sagrados para ti. Cuando a tu vez seas extranjero, no abuses de esa circunstancia pretendiendo mayores consideraciones que las de la justicia.
- Evita las disputas y prevé los insultos, poniendo la razón de por medio.
- Respeta a las mujeres. Jamás abuses de su debilidad, y muere antes que deshonrarlas.
- Si el Gran Arquitecto del Universo te da un hijo, dale gracias; pero tiembla por el depósito que te confía, porque en lo sucesivo, tú serás para ese niño la imagen de la Divinidad. Haz que hasta los diez años te tema; hasta los veinte, te ame y hasta la muerte te respete. Hasta los diez años, sé su maestro; hasta los veinte, su padre, y hasta la muerte, su amigo. Enséñale ante todo buenos principios, y después, bellas maneras. Que te deba una doctrina esclarecida, mejor que una frívola elegancia. Que sea mejor un hombre honrado, que un hombre hábil.
- Lee y aprovecha; ve e imita; reflexiona y trabaja. Y que todo redunde en beneficio de tus hermanos, para tu propia utilidad.
- Sé siempre contento para todo, con todo y de todo.
- Jamás juzgues ligeramente las acciones de los hombres. Perdónalas y no las condenes. El Gran Arquitecto del Universo es el que sondea nuestros corazones. Únicamente él puede apreciar su obra.[cita requerida]